# Aeroport Internacional Federico Fellini
L'Aeroport Internacional Federico Fellini o Aeroport de Rímini (en italià: Aeroporto Internazionale Federico Fellini) (codi IATA: RMI, codi OACI: LIPR) és un aeroport italià situat a Miramare, a 8 km de la ciutat de Rímini (Emília-Romanya,, Itàlia) i a 16 km de la Ciutat de San Marino (San Marino).
L'aeroport porta el nom del cineasta italià Federico Fellini.

## Característiques
L'aeroport es troba a una altitud de 12 metres sobre el nivell del mar. Té una pista d'aterratge designada com a 13/31 amb una superfície d'asfalt que mesura 2.996 x 45 metres.
L'aeroport és la seu central de l'aerolínia Air Vallée.

## Aerolínies i destinacions
| Companyia                   | Destinacions                              |
| --------------------------- | ----------------------------------------- |
| Aeroflot operat per Rossiya | Sant Petersburg                           |
| Albawings                   | Tirana                                    |
| Finnair                     | Hèlsinki                                  |
| Luxair                      | Luxemburg                                 |
| Rossiya\|Moscou-Vnukovo     |                                           |
| Ryanair                     | Kaunas, Londres-Stansted, Varsòvia-Modlin |
| Ural Airlines               | Moscou-Domodedovo                         |